# Le Bleu et le Gris
Le Bleu et le Gris (France) ou Le gris m'donne les bleus (Québec) (The Blue and the Gray) est le 13e épisode de la saison 22 de la série télévisée Les Simpson.

## Synopsis
C’est encore en tant que célibataire que Moe passe la Saint-Valentin. Triste et seul dans sa taverne, le barman est interpellé par une publicité à la télé : le docteur Kissingher, spécialiste en amour, tient une conférence le lendemain à Springfield pour apprendre aux hommes à être plus confiants face aux femmes. Lors de cette réunion, Moe s’impose au docteur et ce dernier lui avoue clairement que sa seule solution serait de trouver un ami qui l’accompagnerait en soirée pour draguer les filles plus facilement. Tout cela bien sûr sans que cet ami ne lui fasse de l’ombre pour autant. Moe porte alors son choix sur Homer, une personne qui, en principe, devrait se montrer discrète… Pendant ce temps, Marge découvre son premier cheveu gris et décide de changer de style en gardant quotidiennement cette couleur plus mature. Cependant, non seulement ce changement surprend tout le voisinage, mais cela va aussi déconcerter toute sa famille…

## Audience
Lors de sa première diffusion l'épisode a rassemblé, 5,62 millions de téléspectateurs.